# ميخائيل مكدونالد (موسيقي)
ميخائيل مكدونالد (بالإنجليزية: Michael McDonald)‏ هو موسيقي ومغني وكاتب أغاني أمريكي، ولد في 12 فبراير 1952 في سانت لويس في الولايات المتحدة.

## وصلات خارجية
- الموقع الرسمي
- ميخائيل مكدونالد على موقع IMDb (الإنجليزية)
- ميخائيل مكدونالد على موقع ميوزك برينز (الإنجليزية)
- ميخائيل مكدونالد على موقع إن إن دي بي (الإنجليزية)
- ميخائيل مكدونالد على موقع أول ميوزيك (الإنجليزية)
- ميخائيل مكدونالد على موقع ديسكوغز (الإنجليزية)
- ميخائيل مكدونالد على موقع قاعدة بيانات الفيلم (الإنجليزية)